# Derwin James
Derwin Alonzo James Jr.  (3 de agosto de 1996) es un jugador profesional estadounidense de fútbol americano que juega en la posición de strong safety y actualmente milita en Los Angeles Chargers de la National Football League (NFL).

## Biografía
James asistió a la preparatoria Haines City High School en Haines City, Florida, donde practicó fútbol americano. Al finalizar la preparatoria, fue considerado como un atleta de cinco estrellas y el mejor safety de la nación por Rivals.com.
Posteriormente, asistió a la Universidad Estatal de Florida donde jugó con los Florida State Seminoles desde 2015 hasta 2017. Jugó en 12 juegos como estudiante de primer año en 2015, y registró 91 tacleadas, cuatro pases defendidos, 4.5 capturas (sacks) y dos balones sueltos forzados. En su segundo año solo jugó en dos juegos con 11 tacleadas y una intercepción debido a una lesión en una rodilla. Se le otorgó una camiseta roja para el año siguiente, y como estudiante de segundo año con camiseta roja en 2017 jugó en 12 encuentros donde registró 84 tacleadas, dos intercepciones, 11 pases defendidos y una captura, por lo que fue nombrado al primer equipo All-ACC y al segundo equipo All-American. El 7 de diciembre de 2017, James decidió renunciar a sus dos años restantes de elegibilidad e ingresar al Draft de la NFL de 2018.

## Carrera

### Los Angeles Chargers
James fue seleccionado por Los Angeles Chargers en la primera ronda (puesto 17) del Draft de la NFL de 2018, y firmó un contrato de cuatro años por $12.38 millones totalmente garantizado y un bono por firmar de $7.09 millones. Como novato, James fue el strong safety titular del equipo y en 16 juegos registró 105 tacleadas, 3.5 capturas, 13 pases desviados y tres intercepciones. Al final de la temporada, fue nombrado al Pro Bowl y al equipo All-Pro.
En 2019, James sufrió molestias por una fractura en su pie derecho, por lo que fue colocado en la lista de reservas lesionados al inicio de la temporada. Fue activado el 30 de noviembre de 2019 y jugó en cinco encuentros, donde registró 34 tacleadas y un pase desviado.
El 5 de septiembre de 2020, James fue colocado en la lista de reservas lesionados después de someterse a una cirugía para reparar un menisco desgarrado, por lo que se perdió toda la temporada de 2020.
El 30 de abril de 2021, los Chargers ejercieron la opción de quinto año sobre el contrato de James.

## Estadísticas generales
|  | Seleccionado al Pro Bowl |

| Año   | Equipo | Juegos                      | Juegos                      | Tacleadas                   | Tacleadas                   | Tacleadas                   | Tacleadas                   | Intercepciones              | Intercepciones              | Intercepciones              | Intercepciones              | Intercepciones              | Intercepciones              | Balones sueltos             | Balones sueltos             | Balones sueltos             | Balones sueltos             |
| Año   | Equipo | GP                          | GS                          | Comb                        | Total                       | Ast                         | Sck                         | PDef                        | Int                         | Yds                         | Avg                         | Lng                         | TDs                         | FF                          | FR                          | Yds                         | TDs                         |
| ----- | ------ | --------------------------- | --------------------------- | --------------------------- | --------------------------- | --------------------------- | --------------------------- | --------------------------- | --------------------------- | --------------------------- | --------------------------- | --------------------------- | --------------------------- | --------------------------- | --------------------------- | --------------------------- | --------------------------- |
| 2018  | LAC    | 16                          | 16                          | 105                         | 75                          | 30                          | 3.5                         | 13                          | 3                           | 30                          | 10.0                        | 23                          | 0                           | 0                           | 0                           | --                          | --                          |
| 2019  | LAC    | 5                           | 5                           | 34                          | 23                          | 11                          | 0.0                         | 1                           | --                          | --                          | --                          | --                          | --                          | 0                           | 0                           | --                          | --                          |
| 2020  | LAC    | No jugó por estar lesionado | No jugó por estar lesionado | No jugó por estar lesionado | No jugó por estar lesionado | No jugó por estar lesionado | No jugó por estar lesionado | No jugó por estar lesionado | No jugó por estar lesionado | No jugó por estar lesionado | No jugó por estar lesionado | No jugó por estar lesionado | No jugó por estar lesionado | No jugó por estar lesionado | No jugó por estar lesionado | No jugó por estar lesionado | No jugó por estar lesionado |
| Total | Total  | 21                          | 21                          | 139                         | 98                          | 41                          | 3.5                         | 14                          | 3                           | 30                          | 10.0                        | 23                          | 0                           | 0                           | 0                           | --                          | --                          |

Fuente: Pro-Football-Reference.com